# Crimeia romana

O "Reino do Bósforo", marcado em cinza no extremo oriente setentrional do território romano em 117

A península da Crimeia, conhecida na época como Táurica ou Táurida, esteve sob controle parcial do Império Romano entre 47 a.C. até 340 d.C. A porção diretamente governada pelos romanos equivalia aproximadamente ao território do Reino do Bósforo (embora, sob Nero, entre 62 e 68 d.C., ele tenha sido anexado à província romana da Mésia Inferior). Roma perdeu sua influência em Táurica em meados do século III, quando uma parte substancial da península foi subjugada pelos godos, mas, pelo menos nominalmente, o reino sobreviveu até a década de 340. O Império Bizantino, a continuação do Império Romano no oriente, posteriormente reconquistou a Crimeia durante o reinado de Justiniano e gregos bizantinos controlarem porções da península até o final da Idade Média.

## Etimologia
Os gregos batizaram a região de Ταυρικὴ Χερσόνησος (Taurikē Khersonesos) ou Χερσόνησος Ταυρική (Khersonesos Taurikē), ambos significando "península Táurica", com base no nome de seus habitantes originais, os tauros. A versão latina do nome era "Chersonesus Taurica", que baseou-se no vocábulo grego chersonese, que significa literalmente "península". Esta variante latina, contudo, não deve ser confundida com a cidade de Quersoneso em Táurica.
Como os tauros (em latim: tauri) habitavam apenas a porção montanhosa da Crimeia meridional, a princípio o nome aplicava-se somente a esta parte, mas, posteriormente, passou a referenciar a península toda.

### Lendas sobre os tauros
De acordo com a mitologia grega, os tauros eram o povo para o meio do qual Ifigênia foi enviada depois de a deusa Ártemis tê-la salvo de ser sacrificada pelo pai, Agamenon, para apaziguá-la. Ela tornou-se uma sacerdotisa no templo de Ártemis na terra dos tauros e foi forçada pelo rei Toas a sacrificar qualquer forasteiro que desembarcasse na região. Quersoneso Táurica e seu suposto costume de sacrificar gregos estão descritos nas Histórias de Heródoto (IV, 99-100 e 103).

## Reino do Bósforo
Na Antiguidade, a Crimeia era conhecida como "Quersoneso Táurica" (em latim: "Chersonesus Taurica", uma referência aos tauros, descendentes dos antigos cimérios. Muitos colonistas gregos se assentaram na região e sua principal cidade era Quersoneso. Em 114 a.C., o Reino do Bósforo aceitou a soberania de Mitrídates IV Eupátor, rei do Ponto, que prometeu protegê-lo das tribos citas. Por quase cinco séculos depois da derrota de Mitrídates pelo general romano Pompeu, a Crimeia permaneceu sob controle romano.

Mapa de Táurica com os nomes antigos e os modernos representados

Roma começou seu domínio sobre Táurica no século I a.C. ocupando a porção oriental da península (o Reino do Bósforo) e a colônia grega ocidental de Quersoneso. O interior manteve-se apenas sob controle nominal romano. Eles construíram ainda um templo a Júpiter Doliqueno na costa do porto de Balaclava, chamado na época de "Porto de Símbolo" (Symbolon Limen).
Em 67, Nero preparou uma expedição militar para conquistar para Roma toda a costa norte do mar Negro, entre a Geórgia-Azerbaijão até a moderna Romênia-Moldávia, mas sua morte interrompeu o projeto. É provável que, por isto, ele tenha colocado a Táurica sob controle direto romano e criou o castro de Cárax. Nero estendeu a província romana da Mésia Inferior até Tiras, Ólbia e Táurica.
O principal assentamento romano na península era Cárax e a principal base naval era Quersoneso.
Tibério Júlio Aspurgo (r. 8 a.C.–38) deu início a uma linhagem de reis de Bósforo que perdurou sem interrupções até 341. Originalmente chamado "Aspurgo", ele adotou os nomes romanos "Tibério Júlio" por ter recebido a cidadania romana e gozava do patrocínio dos imperadores romanos Augusto e Tibério. Todos os reis seguintes adotaram estes dois nomes seguidos de um terceiro, geralmente pôntico, trácio ou sármata. Os reis bósforos cunharam moedas durante todo este período, incluindo estáteres de ouro com a efígie do respectivo imperador da época.
A região passou por uma relativa "era de ouro" durante o governo romano no século II a.C. por causa do intenso comércio de trigo, roupas, vinho e escravos.
| “ | As prósperas cidades comerciais [de Táurica], sempre precisando de proteção militar em meio a um fluxo de povos bárbaros, representava Roma como um posto avançado para o exército...[naquela época] tropas romanas estavam estacionadas na península, provavelmente uma divisão da frota pôntica, certamente um destacamento do exército mésio (com guarnições em Panticapeu e Quersoneso); a presença deles, mesmo em número reduzido, mostrava aos bárbaros que os temidos legionários estavam por trás [do Reino do Bósforo]. | ” |

A região foi temporariamente conquistada pelos godos em 250. O último rei cliente do Império Romano em Táurica foi Tibério Júlio Rescúporis VI, que morreu em 342. Rescúporis parece ter cunhado suas moedas até 341, indicando que havia alguma forma de controle política sobre o que restava do reino naquele momento. Os restos do Reino do Bósforo foram finalmente arrasados com a invasão dos hunos em 375-6.

### Cárax
A maior assentamento militar romano em Táurica era Cárax, localizado numa área de quatro hectares perto do moderno castelo conhecido como "Ninho da Andorinha" em Ialta. Quando, entre 62 e 66, as guarnições romanas foram instaladas na região, os legionários construíram uma fortaleza e a guarneceram com uma sub-unidade (vexillatio) do "Esquadrão Ravena". Cárax era um ponto estratégico muito importante, pois permitiu que os romanos mantivessem o controle sob a navegação ao longo da costa crimeia.
O acampamento militar foi totalmente modernizado na época de Vespasiano com o objetivo de proteger Quersoneso e outros centros comerciais da região da ameaça dos citas. No final do século I, as forças romanas foram evacuadas da península. Décadas depois, o acampamento foi restaurado por um vexillatio da I Legião Itálica  e abrigou um destacamento da IX Legião Cláudia no final do século II. Nesta época, uma nova muralha de pedra foi acrescentada à fortaleza e uma nova estrada foi construída, ligando Cárax a Quersoneso.
O campo foi definitivamente abandonado pelos romanos no final do século III.

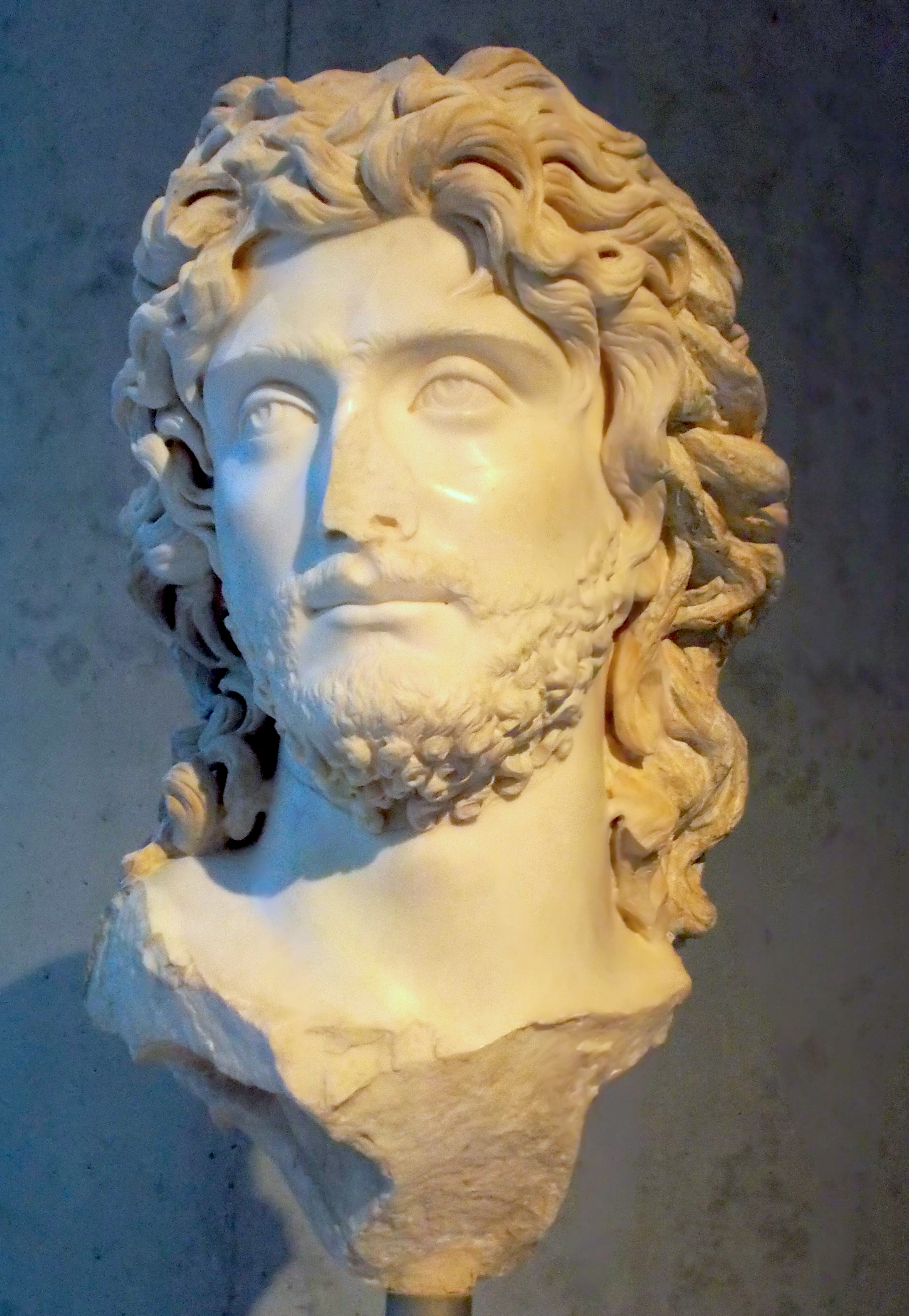
Sauromates II, um dos reis clientes do Bósforo.

### Reis clientes de Roma
- Fárnaces 64 – 47 a.C.
- Mitrídates II 47 – 44 a.C.
- Asandro 47 a.C.; 44 – 17 a.C.
- Escribônio 17 – 16 a.C.
- Dínamis, com Asandro em 47 a.C.; depois entre 44 – 17 a.C.; depois com Pólemon entre 16 – 14 a.C.
- Pólemon 16 – 8 a.C.
- Aspurgo 8 a.C. – 38
- Mitrídates III 38 – 46
- Cotis I 46 – 63
- Província romana 63 – 68
- Rescúporis I 68 – 90
- Sauromates I 90 – 123
- Cotis II 123 – 132
- Remetalces 132 – 153
- Eupátor 153 – 174
- Sauromates II 174 – 210/1
- Rescúporis II 210/1 – 227
- Rescúporis III 210/1 – 227
- Cotis III 227 – 235
- Sauromates III 229 – 232
- Rescúporis IV 233 – 235
- Inintimeu 235 – 240
- Rescúporis V 240 – 276
- Farsanzes 253 – 254
- Singes 258 – 276
- Teiranes 275 – 279
- Sauromates IV 276
- Teotorses 278 – 309
- Rescúporis VI 303 – 342
- Radansades 308 – 323

## Império Bizantino

Mapa das divisões administrativas do Império Bizantino por volta de 1025. O Tema do Quersoneso aparece no alto, no à direta do centro, na região da Crimeia

O Império Bizantino retomou o controle da região durante o reinado de Justiniano I no século VI. No final deste mesmo século, provavelmente no fim do reinado de Justiniano, a Táurica tornou-se o Tema do Quersoneso, que incluía também o Bósforo e a costa sul da Crimeia.
Esta ampliação da Táurica bizantina resultou na elevação do status do governador da região. Na segunda metade do século VI, as autoridades civil e militar da região foram deixadas ao encardo que um representante militar chamado "duque do Quersoneso" (doux Chersonos). Além disso, a cidade do Quersoneso foi utilizada pelos romanos como destino preferido para banimentos: São Clemente de Roma foi exilado para lá e ajudou a converter a população local. Outro exilado foi Justiniano II, que teria destruído a cidade como vingança.
A maior parte da Crimeia romana sucumbiu às hordas dos cazares no final do século VII. Em meados do século VIII, os rebeldes godos da Crimeia foram executados pelos novos comandantes e sua cidade, Doros (Mangupe) foi ocupada. Um "tudun" cazar foi designado como governante residente no Quersoneso já em 690, apesar do fato de esta cidade ainda estar, nominalmente, sob controle bizantino. Os imperadores, porém, controlavam apenas a costa sul, uma situação que se manteve até o século XIII, quando o controle passou para o Império de Trebizonda, um dos estados sucessores bizantinos depois do saque de Constantinopla em 1204. Outro estado sucessor, o Principado de Teodoro, perdurou até 1475, quando foi finalmente conquistado pelo Império Otomano.

### Sés episcopais
As antigas sés episcopais da Crimeia Romana (Zéquia) listadas no Anuário Pontifício como sés titulares são:.
- Bósforo (moderna Kerch)
- Quersoneso em Zéquia
- Fuli (Stary Krym)
- Mátrega
- Nicópse (Tuapse)
- Soldaia
- Sugdaia
- Tánais